# Luigi Federico Menabrea
Luigi Federico Menabrea (ur. 4 września 1809 w Chambéry, zm. 25 maja 1896 tamże) – włoski inżynier, matematyk, generał (tenente generale) i polityk, premier i minister spraw zagranicznych (1867–1869) oraz senator Królestwa Włoch.
W 1857 podał zasadę rozkładu naprężeń w ciele sprężystym. Był profesorem akademii wojskowej w Turynie.
Sformułował jedno z twierdzeń teorii sprężystości, zwane zasadą minimum pracy lub twierdzeniem Menabrei. Zasada ta mówi, że rzeczywisty stan naprężenia obciążonego ciała sprężystego odpowiada najmniejszej wartości energii sprężystej zawartej w ciele.
W pracy Sketch of the Analytic Engine Invented by Charles Babbage z 1842 Menabrea zapoczątkował ideę obliczeń równoległych.

## Odznaczenia
- Najwyższy Order Zwiastowania Najświętszej Marii Panny (1866, Włochy)
- Kawaler Krzyża Wielkiego Orderu Świętych Maurycego i Łazarza (1866, Włochy)
- Wielki Oficer Orderu Świętych Maurycego i Łazarza (1860, Włochy)
- Komandor Orderu Świętych Maurycego i Łazarza (1860, Włochy)
- Oficer Orderu Świętych Maurycego i Łazarza (1857, Włochy)
- Kawaler Orderu Świętych Maurycego i Łazarza (1848, Włochy)
- Kawaler Krzyża Wielkiego Orderu Korony Włoch (1868, Włochy)
- Kawaler Krzyża Wielkiego Orderu Sabaudzkiego Wojskowego (1961, Królestwo Sardynii)
- Wielki Oficer Orderu Sabaudzkiego Wojskowego (1960, Królestwo Sardynii)
- Komandor Orderu Sabaudzkiego Wojskowego (1960, Królestwo Sardynii)
- Oficer Orderu Sabaudzkiego Wojskowego (1956, Królestwo Sardynii)
- Order Sabaudzki Cywilny (1957, Królestwo Sardynii)
- Złoty Medal za Męstwo Wojskowe (1861, Włochy)
- Srebrny Medal za Męstwo Wojskowe (Włochy)
- Krzyż Wielki Orderu Leopolda (1867, Austria)
- Krzyż Wielki Orderu Świętego Stefana (1875, Austria)
- Wielka Wstęga Order Leopolda (1865, Belgia)
- Krzyż Wielki Orderu Dannebroga (1865, Dania)
- Krzyż Wielki Orderu Legii Honorowej (1892, Francja)
- Komandor Orderu Legii Honorowej (1860, Francja)
- Oficer Orderu Legii Honorowej (1851, Francja)
- Krzyż Wielki Orderu Zbawiciela (1867, Grecja)
- Komandor Orderu Karola III (1849, Hiszpania)
- Komandor Orderu Chrystusa (1850, Portugalia)
- Krzyż Wielki Orderu Wieży i Miecza (1967, Portugalia)
- Komandor I Klasy Orderu Zasługi Cywilnej (1859, Królestwo Saksonii)
- Order Królewski Serafinów (1873, Szwecja)
- Komandor Orderu Świętego Józefa (1848, Toskania)
- Wielka Wstęga Orderu Sławy (1867, Tunezja)